# Rión
Rión är en ort i Mexiko.   Den ligger i kommunen Pijijiapan och delstaten Chiapas, i den sydöstra delen av landet, 800 km sydost om huvudstaden Mexico City. Rión ligger 5 meter över havet och antalet invånare är 249.
Terrängen runt Rión är mycket platt. Runt Rión är det ganska glesbefolkat, med 28 invånare per kvadratkilometer. Närmaste större samhälle är Pijijiapan, 17,2 km norr om Rión. Trakten runt Rión består huvudsakligen av våtmarker.